# Hertog van Medina Sidonia

Wapenschild van het Hertogdom

Hertog van Medina Sidonia is een Spaanse hoge adellijke titel die vroeger was gekoppeld aan een hertogdom. Naast Hertog van Medina Sidonia, dragen ze ook de titel van Hertog van Villafranca. Wegens historische verdienste heeft deze titel veel aanzien in Spanje. Dit is het oudste Spaans hertogdom en de familie is verwant aan verschillende Spaanse hoogadellijke huizen, zoals de hertogen van Alva. 

## Eerste Creatie
Bij concessie in 1445 door koning Hendrik II van Castilië, werd het hertogdom een erfelijke titel geschonken aan Hendrik van Castilla y Sousa. Hij was hertog van Medina Sidonia en eerste graaf van Cabra.

## Tweede Creatie
In 1455 creëerde koning Johan II, de titel opnieuw en kende hem toe aan don Juan Alonso (De Goede) de Guzmán. Hij wordt beschouwd als de stichter van het Andalusische huis Medina Sidonia. De huidige titularis is de 22ste hertog van Medina Sidonia, die woont in het paleis van Sanlúcar de Barrameda.

## Bekende familieleden
- Juan Alonso (De Goede) de Guzmán; 1e hertog, 4e heer van Sanlucar de Ballameda en 3e heer van Ayamonte. Stichter van de Familie.
- Alonzo Pérez de Guzmán el Bueno, bekendste hertog van Medina-Sidonia als commandant van de Spaanse Armada in 1588.
- José María Álvarez van Toledo, 15e hertog van Medina Sidonia, 11e markies van Villafranca, hertog van Alva de Tormes, beschermheer van Goya. Hij huwde met María Cayetana de Silva, de 13de hertogin van Alva, samen waren ze het rijkste koppel van heel Spanje.
- José Joaquín Álvarez van Toledo, 18e hertog van Medina Sidonia, 14e markies van Villafranca, 12e hertog van Fernandina en 13e markies van Molina,  hofdignitaris
- Luisa Isabel Álvarez van Toledo, 21e hertogin van Medina Sidonia, 17e markiezin van Villafranca, 15e hertogin van Fernandina, bekend als de rode hertogin en laatste van de lijn Alva.
- Le oncio Alonso González de Gregorio, sinds 2008 de actuele hertog en professor aan de universiteit van Castilla la Mancha.